# Lac de l'Achigan
Lac de l'Achigan är en sjö i Kanada.   Den ligger i regionen Laurentides och provinsen Québec, i den sydöstra delen av landet, 150 km öster om huvudstaden Ottawa. Lac de l'Achigan ligger 205 meter över havet. Arean är 4,7 kvadratkilometer. Den sträcker sig 3,2 kilometer i nord-sydlig riktning, och 4,0 kilometer i öst-västlig riktning.
I omgivningarna runt Lac de l'Achigan växer i huvudsak blandskog. Runt Lac de l'Achigan är det ganska tätbefolkat, med 90 invånare per kvadratkilometer.